# Jens Rathke
Jens Rathke (født 14. november 1769 i Kristiania, død 28. februar 1855 sammesteds) var en norsk naturvidenskabsmand.
Efter at have taget teologisk embedseksamen fra Københavns Universitet 1792 kastede han sig over naturfag. 1795 studerede han med offentligt stipendium fiskerierne langs Norges vestkyst, 1798-1800 i Portugal og på Madeira og derefter indtil 1804 igen i Nordnorge og Rusland. Han afsluttede efter sin hjemkomst de to store værker Icones rerum naturalium af Peter Ascanius (1805) og Zoologiet Danicaø af O.F. Müller (1806). Ved en ny rejse til Nordland fik han andel i forordningen af 20. oktober 1813, der gav Nordland handelsfrihed. Samme år blev Rathke Universitetets første professor i naturhistorie; han tog afsked 1845. Hans Reise langs Norges Kyster 1795-1802 udkom først 1907 i Bergen. Sin formue og sine efterladte papirer testamenterede han til Kristiania Universitet, der uddeler det Rathkeske Legat til rejser i naturvidenskabelige øjemed inden for landets grænser.